# Алянский, Самуил Миронович
Самуил Миронович Алянский (16 (28) мая 1891, Санкт-Петербург — 18 июля 1974, Москва) — российский издатель и редактор. Основатель и руководитель издательства «Алконост».

## Биография
Родился в Санкт-Петербурге в семье переплетчика Меера Исаевича Алянского и его супруги Славы Герцевны — портнихи.  Семья жила в доходном доме купца Набилкова по Колокольной улице, 1, где С.М.Алянский, продолжая дело отца, открыл переплётную и брошюровочную мастерскую, а позднее издательство «Алконост» и его книжный склад. Сестра С.Алянского Берта Мироновна в своих воспоминаниях писала:
«Отец был переплетчиком, а мама — портниха. Жили мы не так, чтобы очень бедно, но и совсем далеко не богато. Жили мы в подвальном помещении, потому что обоим родителям нужны были вывески о своей работе: отцу о переплетном деле, а маме о портняжном деле — приходилось жить почти что на улице, в подвале. Семья была большая: у родителей было девять человек детей, но четверо умерли еще в конце девятнадцатого века. Осталось нас пятеро. Последние годы жили только три моих брата и я — четверо осталось…».
Основатель и руководитель издательства «Алконост» (1918—1923), в котором выходили книги Анны Ахматовой, Андрея Белого, Александра Блока, Вячеслава Иванова, Фёдора Сологуба и других авторов, в основном символистского лагеря. Современный исследователь отмечает в связи с этим: «Самое имя С. М. Алянского знаменует целую эпоху в истории отечественной книги».
В 1922 году Алянский принял участие в создании русско-германского общества «Книга», которое через год было преобразовано в акционерное общество «Международная книга». С 1923 года Алянский заведовал книжным магазином его Петроградского отделения. В том же, 1923 году, окончил искусствоведческий факультет Института истории искусств.
Затем в 1929–1932 гг. возглавлял Издательство писателей в Ленинграде (ИПЛ), в котором публиковались Вениамин Каверин, Юрий Тынянов, Константин Федин, Ольга Форш, Мариэтта Шагинян и другие. По его инициативе в ИПЛ было издано собрание сочинений А.А.Блока, «Между двух революций» А. Белого, произведения Б.Л. Пастернака. В 1938–1942 годах работал в издательстве Ленинградского Союза художников. 
Во время блокады Ленинграда находился в городе, который покинул в феврале 1942 года по дороге жизни через Ладожское озеро вместе с братом Лазарем Мироновичем Алянским.  Жена С. М. Алянского — Надежда Львовна Алянская (1899—1942) — и их сын  Лев (1924—1942) погибли от истощения по дороге в Ярославле. В эвакуации (с конца зимы 1942 года) С.М.Алянский жил сначала в семье брата поселке Кленовское Свердловской области, а затем (с мая того же года) — в Ташкенте, где работал директором Изоагиткомбината Союза художников Узбекистана. 
После возвращения из эвакуации жил в Москве и на протяжении последующих тридцати лет работал в издательстве «Детгиз» — художественным редактором, а после выхода на пенсию — консультантом. 
Опубликовал мемуарный труд «Встречи с Александром Блоком» (М., Детская литература, 1969, 2-е изд. 1972).
Умер в Москве. Похоронен на семейном участке Казанского кладбища в городе Пушкине.

## Семья
- Дядя — врач Израиль-Лейб Исаевич Алянский (1869—?).
- Дядя — Самуил Исаевич (Шаевич) Алянский, его дочь (двоюродная сестра) — Анна-Роза Самуиловна Алянская (1885—1886) была замужем за Николаем Николаевичем Карбасниковым (1885–1983), юристом; в России он работал в издательстве своего отца «Товарищество Н.П. Карбасникова». В эмиграции продолжил книгоиздательскую деятельность.[6][7]
- Брат — Илья Миронович (Гилель Меерович) Алянский (1889— 1953). Его жена — Софья Ефимовна, урожд. Хородчинская (1892—1935); ее сестра Ида Ефимовна, педагог и переводчик[8], была замужем за Ф.И.Цедербаумом. 
  - Племянницы: Эрна Ильинична (1922—1999) замужем за А.Л.Гольдбергом, Наталья Ильинична Алянская (1925—1997), врач[9].
- Сестра — Берта Мироновна Алянская (1899—2005), одна из старейших организаторов библиотечной работы в Ленинграде[10]. После смерти жены брата Ильи взяла на себя воспитание племянниц Эрны и Натальи. Автор воспоминаний. Во Франции они были изданы под названием «Берта. Век, прожитый в России»[11].
- Брат — Лазарь Миронович Алянский (1894—после 1985), преподаватель машиностроения, специалист в области механизации швейного производства. Жены брата Софьи Моисеевны Алянской и их сына Александра.
  - Племянник — писатель и журналист Юрий Лазаревич Алянский (1921—2014)[12][13]; его жена — артистка эстрады Марина Ракова.
- Дочь — Нина Самуиловна Алянская (1928–после 2014), окончила биологический факультет МГУ, работала научным сотрудником в Главном Ботаническом саду.[14]

## Архив
Фонд Самуила Мироновича Алянского хранится в Российском государственном архиве литературы и искусства под номером 20. Крайние даты документов — с 1917 по 1932 годы. В фонде можно найти письма авторов, издававшихся в «Алконосте», — А. А. Ахматовой, А. Белого, А. А. Блока и других. В фонде хранится автограф пьесы «История о кипрском напитке» Вольмара Люцинниуса (В. Н. Соловьева). В других фондах РГАЛИ можно найти большую коллекцию писем С.М. Алянского — связанных с профессиональной деятельностью и личных. В фонде Союза художников СССР (Ф. 2082) можно найти объемные (более сотни листов каждый) альбомы отзывов прессы о работе коллективов художников «Боевого карандаша» в областных отделениях.